# Аспірантура
Аспіранту́ра (лат. aspirans — той, хто прагне чогось, домагається) — форма підготовки науково-педагогічних і наукових кадрів для закладів вищої освіти (ЗВО) і науково-дослідницьких установ (НДУ).
Аспірантура — основна форма підготовки науково-педагогічних і наукових кадрів у СРСР (з 1925 р.), згодом — в Україні. Термін навчання в аспірантурі був: 3 роки (стаціонар); 4 роки (заочно). Після проходження аспірантури до захисту у спеціалізованій вченій раді подавалася дисертація на здобуття наукового ступеня кандидата наук. Після успішного захисту дисертації науковий ступінь кандидата наук присуджувала спеціалізована вчена рада, але після цього відбувалося затвердження у Вищій атестаційній комісії України (1992—2010 рр.), з 2010 року — у Атестаційній колегії МОН України. З 2016 року в Україні розпочато прийом в аспірантуру для підготовки докторів філософії (навчання — 4 роки, заочна форма відсутня).

## Відкриття аспірантури
Аспірантура відкривається при закладах вищої освіти третього або четвертого рівнів акредитації і прирівняних до них закладах післядипломної освіти, у наукових установах, які мають висококваліфіковані науково-педагогічні та наукові кадри, сучасну науково-дослідну, експериментальну та матеріальну базу. Відкриття і закриття аспірантури і докторантури у закладах вищої освіти, у наукових установах (за винятком наукових установ Національної академії наук) здійснює МОН, а в наукових установах Національної академії наук — її Президія.

## Підготовкадокторів філософії
Закон України «Про вищу освіту» визначає, що:
- Третій (освітньо-науковий) рівень вищої освіти відповідає восьмому кваліфікаційному рівню Національної рамки кваліфікацій і передбачає здобуття особою теоретичних знань, умінь, навичок та інших компетентностей, достатніх для продукування нових ідей, розв'язання комплексних проблем у галузі професійної та/або дослідницько-інноваційної діяльності, оволодіння методологією наукової та педагогічної діяльності, а також проведення власного наукового дослідження, результати якого мають наукову новизну, теоретичне та практичне значення.
- Особа має право здобувати ступінь доктора філософії під час навчання в аспірантурі (ад'юнктурі).
- Особи, які професійно здійснюють наукову, науково-технічну або науково-педагогічну діяльність за основним місцем роботи, мають право здобувати ступінь доктора філософії поза аспірантурою, зокрема під час перебування у творчій відпустці, за умови успішного виконання відповідної освітньо-наукової програми та публічного захисту дисертації у спеціалізованій вченій раді.
- Нормативний строк підготовки доктора філософії в аспірантурі (ад'юнктурі) становить чотири роки. Обсяг освітньої складової освітньо-наукової програми підготовки доктора філософії становить 30-60 кредитів ЄКТС.
- Наукові установи можуть здійснювати підготовку докторів філософії за власною освітньо-науковою програмою згідно з отриманою ліцензією на відповідну освітню діяльність або за освітньо-науковою програмою, окремі елементи якої забезпечуються іншими науковими установами та/або закладами вищої освіти[2].

Порядок підготовки здобувачів вищої освіти ступеня доктора філософії та доктора наук у закладах вищої освіти (наукових установах), затверджений постановою Кабінету Міністрів України від 23 березня 2016 р. № 261

## Захист дисертації
Після закінчення аспірантури аспірант може подати на захист виконану дисертацію. Робота захищається привселюдно на спеціалізованій вченій раді ЗВО або науково-дослідного закладу. До захисту допускається робота, якщо вона відповідає вимогам ДАК МОН України (раніше — ВАК України). Основні вимоги до захисту дисертації такі: наявність складених кандидатських іспитів для аспірантів і здобувачів, апробація основних результатів дослідження на наукових конференціях, конгресах, симпозіумах, семінарах, школах тощо, наявність публікацій (зокрема, певної кількості публікацій у наукових фахових виданнях): на здобуття ступеня доктора наук — не менше 20-ти, на здобуття ступеня кандидата наук — не менше 5-ти. Причому обов'язково мають бути публікації в електронних і у виданнях іноземних держав або у виданнях України, які включені до міжнародних наукометричних баз.